# Distrito de Mandritsara

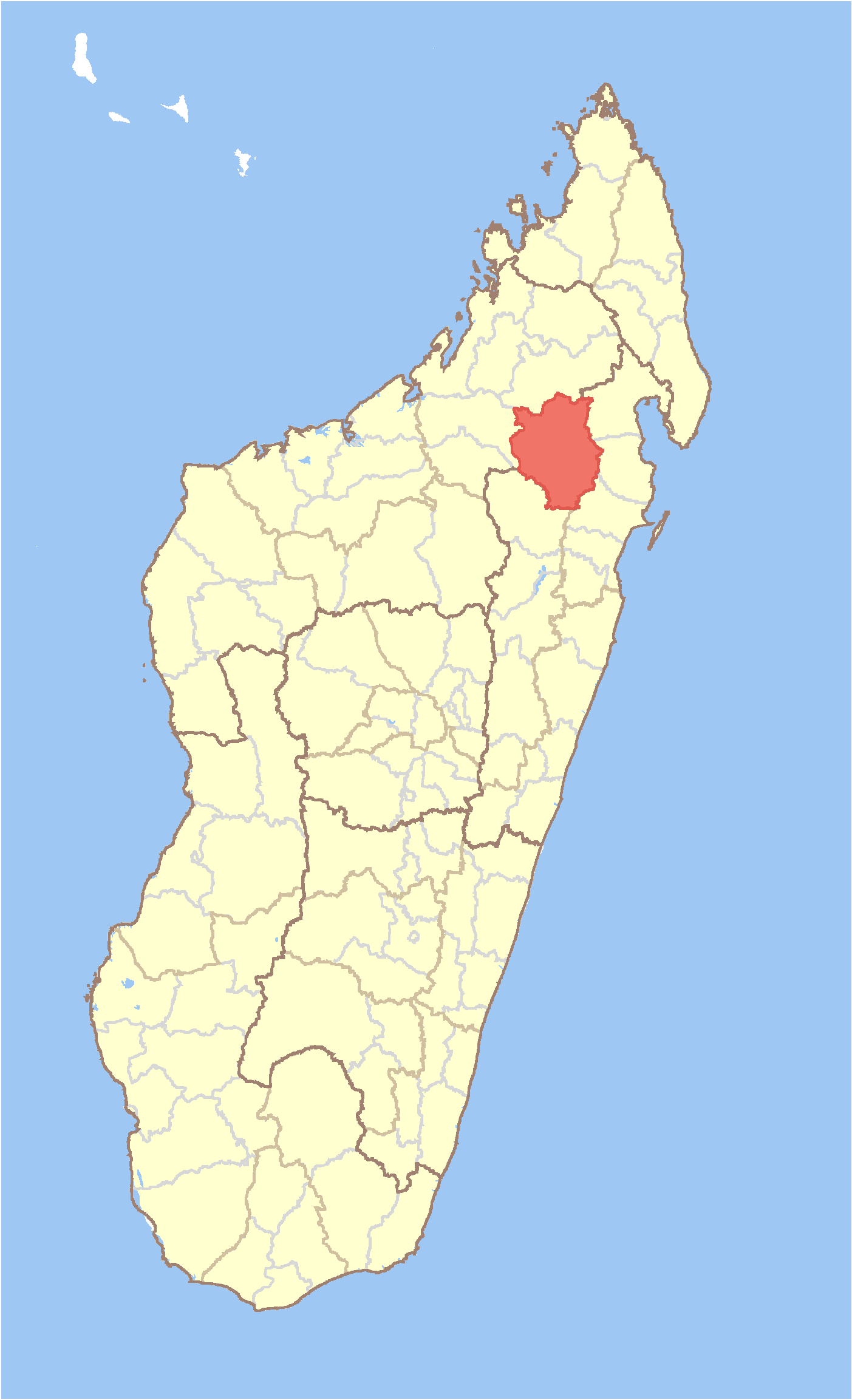
Distrito de Mandritsara

Mandritsara es un distrito en el norte de Madagascar. Es una parte de la Región de Sofía y limita con los distritos de Befandriana-Nord, en el norte, Maroantsetra en el noreste, Mananara en este, Soanierana Ivongo en el sureste, Andilamena en el sur y Boriziny (Port-Bergé) en el oeste. La zona tiene 10.512 kilómetros cuadrados (4.059 millas cuadradas) y la población se estima en 204.503 habitantes en 2001.
El distrito se divide en 22 comunas.
- Ambalakirajy - Ambarikorano - Ambaripaika - Ambilombe - Amboaboa - Ambodiadabo - Ambohisoa - Amborondolo - Ampatakamaroreny - Andohajango - Anjiabe - Ankiabe Salohy - Antanambaon'amberina - Antananadava - Antsatramidoladola - Antsirabe Afovoany - Antsoha - Kalandy - Manampaneva - Mandritsara - Marotandrano - Tsaratanana.